# Franziskanerkirche (St. Pölten)

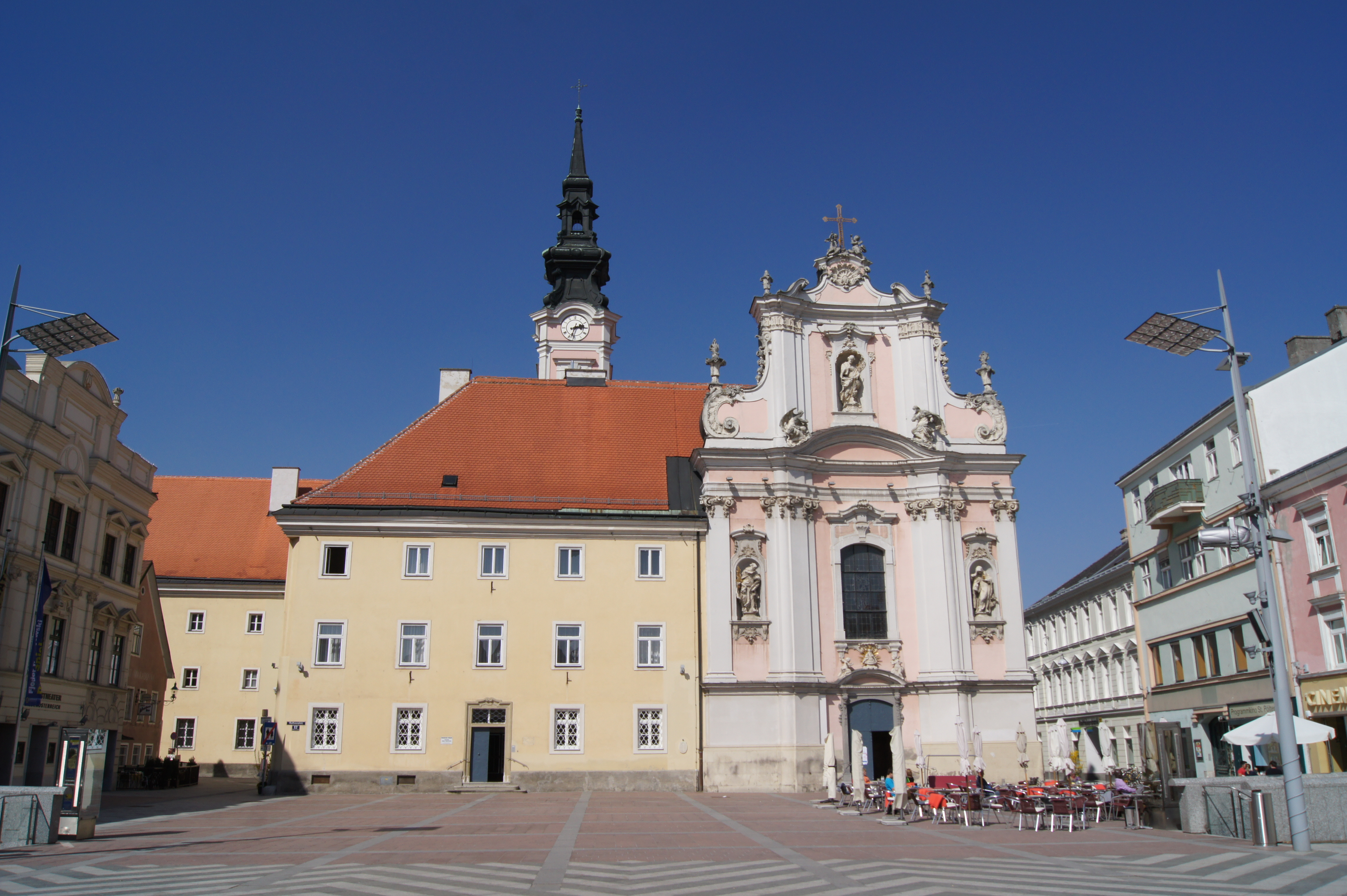
Franziskanerkloster und Franziskanerkirche in St. Pölten

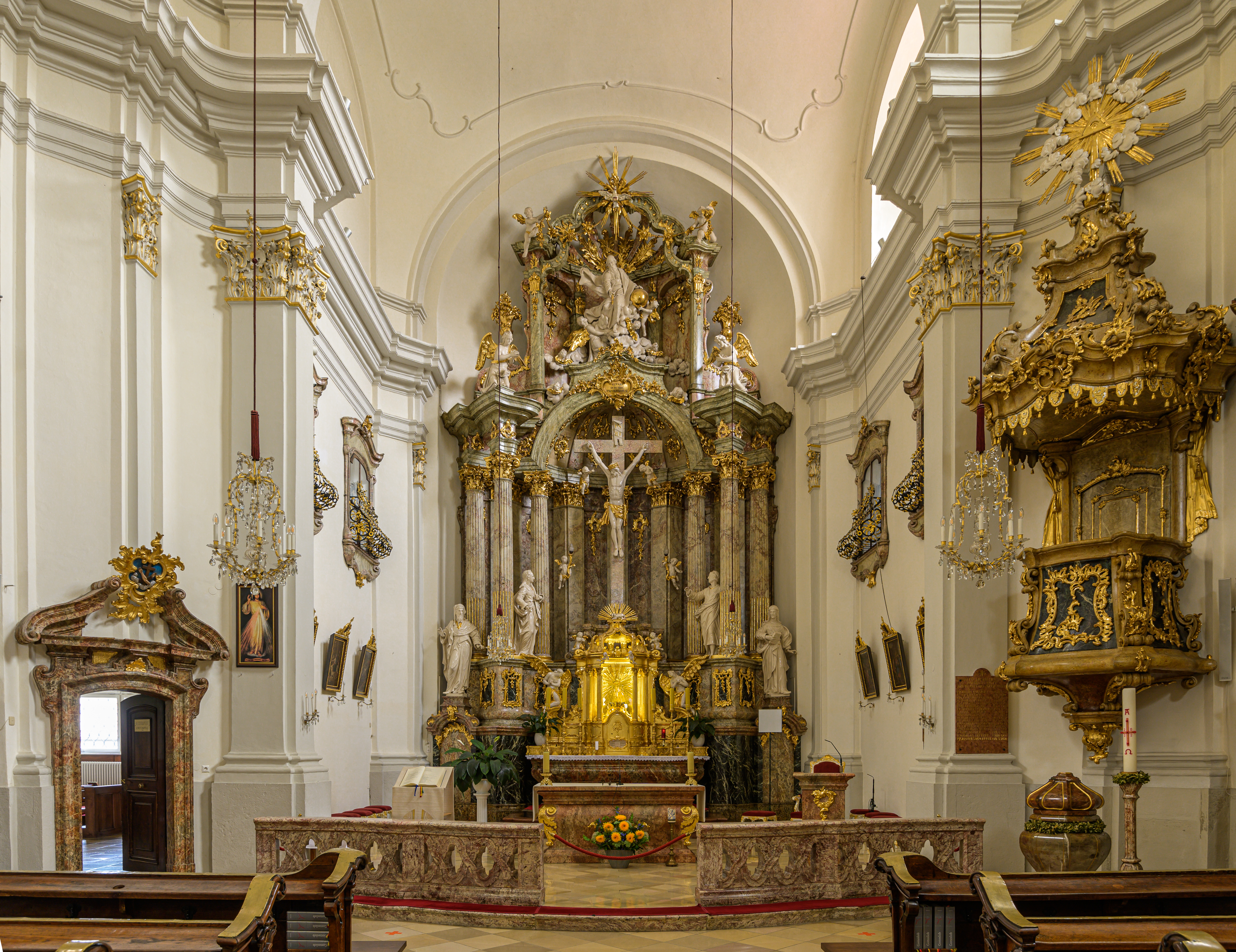
Langhaus, Blick zum Chor

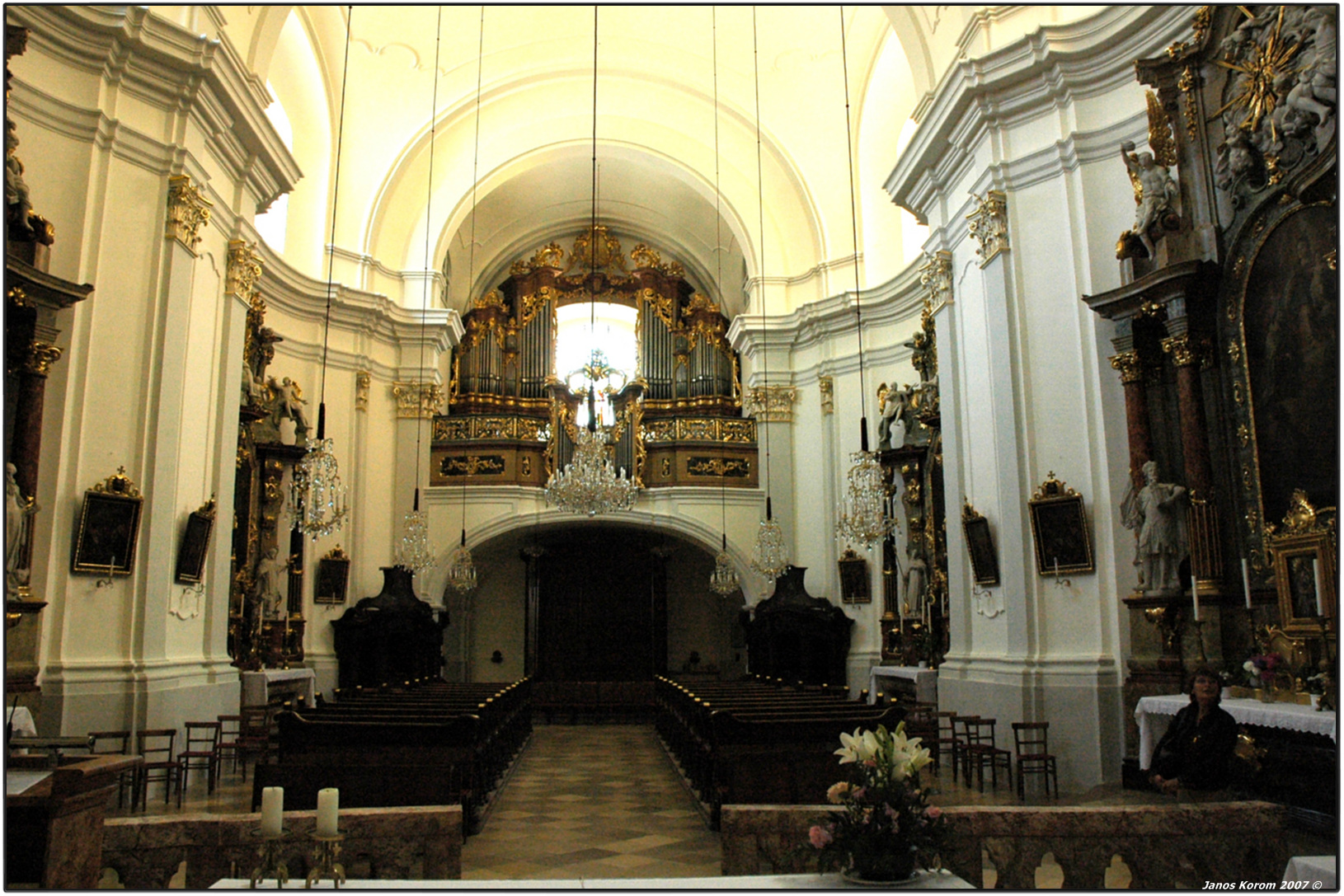
Langhaus, Blick zur Empore

Die Franziskanerkirche steht am Rathausplatz in der Stadt St. Pölten in Niederösterreich. Die römisch-katholische Pfarrkirche Heilige Dreifaltigkeit gehört zum Dekanat St. Pölten in der Diözese St. Pölten. Die Klosterkirche und das Franziskanerkloster stehen unter Denkmalschutz (Listeneintrag).

## Geschichte
Die Klosterkirche wurde von 1757 bis 1768 unter Beteiligung des Barockbaumeisters Matthias Munggenast erbaut. Die Kirche des Karmelitenklosters hatte bis 1785 das Patrozinium Prager Jesuskind. Die Ausstattung entstand bis 1779. Mit 1785 wurde die Kirche unter der Betreuung der Franziskaner zur Pfarrkirche erhoben. 1986 war eine Restaurierung.

## Architektur
Der östlich an die Klosteranlage angrenzende Kirchenbau dominierte mit der Rokoko-Hauptfassade die Nordseite des Rathausplatzes, wohl auch als Reflex zur schräg gegenüberliegenden, ehemaligen Karmelitinnenkirche. Die Hauptfassade hat eine hohe Sockelzone und ein Segmentbogenportal mit der Figur des Prager Jesuskindes aus dem 17. Jahrhundert. Das Hauptgeschoß wird durch ionische Pilasterbündel dreiachsig gegliedert und schließt mit einem flachbogigen Giebel ab. Die Mittelachse ist leicht eingeschwungen. Die Fenster und Statuennischen sind mit Knick- und Segmentbogengiebeln bekrönt und zeigen die Statuen Eljas und Theresia von Avila. Der Volutenaufsatz ist hoch und zur Mittelachse eingezogen. Er trägt Flammenvasen und hat eine Nische mit der Figur des Josef mit adorierenden Seraphim. Die Ostfassade der Kirche an der Franziskanergasse ist durch Wandvorlagen schlicht gegliedert.
Die spätbarocke Kirche ist nach Norden ausgerichtet, das Langhaus durch qualitätsvolle, rokokoartig zarte Polychromie bestimmt. Zwei quergesetzte, konkav ausschwingende Joche mit Platzlgewölben werden vom eingezogenen Eingangsjoch und dem Chorbogen eingefasst. Der stark eingezogene einjochige Chor hat eine Rundapsis. Die Wände sind mit Pilastern durch hinterlegte Wandvorlagen mit vergoldeten Kapitellen gegliedert. Das profilierte und stark vorkragende Gebälk zieht sich bis zur Apsis durch. Die Chorwände haben jeder Seite je zwei Oratorienfenster mit schmiedeeisernen Gitterkörben. Die zweijochige Loretokapelle hinter dem Chor hat ein Platzlgewölbe.

## Einrichtung
Den Hochaltar und die Seitenaltäre baute vermutlich Andreas Gruber (1770/1772). Der Hochaltar als hohes in der Breite der Apsis eingesetztes Nischenretabel mit Säulen trägt mittig ein Kruzifix und seitlich die hll. Joachim und Anna, Johannes der Täufer, die Gottesmutter und im Auszug Gottvater mit dem Heiligen Geist in Gestalt einer Taube.
Die vorderen Seitenaltäre als Wandsäulenretabel zeigen links das Altarblatt mit Unserer Lieben Frau auf dem Berge Karmel (1773) und rechts ein Altarblatt mit dem Tod der hl. Teresa (1772) von Martin Johann Schmidt. Der linke Seitenaltar trägt die hll. Leopold und Florian, der rechte die hll. Elija und Antonius. Das Tabernakelbild am linken Seitenaltar zeigt eine Kopie des Gnadenbildes von S. Pantaleon in Rom. Das Tabernakelbild am rechten Seitenaltar zeigt den hl. Josef.
Die hinteren Seitenaltäre zeigen links das Martyrium des hl. Judas Thaddäus (1771); das Altarblatt rechts zeigt den hl. Johannes Nepomuk beim Verteilen von Almosen (1771); beide Werke sind von Martin Johann Schmidt. Der linke Seitenaltar trägt Statuetten des hl. Martin und eines heiligen Bischofs, der mit einem Lamm als Attribut dargestellt ist, im Aufsatz ein Relief des hl. Judas Thaddäus. Der rechte Seitenaltar trägt die Statuen heiliger Karmeliten und im Aufsatz ein Relief der Muttergottes.
Unter der Orgelempore steht ein neobarocker Altar um 1900 mit der Madonnenstatue Görzer Muttergottes aus dem 18. Jahrhundert, die 1918 aus der im Krieg zerstörten St. Katharinenkirche bei Görz hierher übertragen wurde. Der Altar in der Loretokapelle hat eine Rokoko-Schnitzerei von 1760 und trägt eine Statue unserer Unserer Lieben Frau von Loreto.
Die Kanzel mit reicher Rocailleschnitzerei hat einen Schalldeckel mit Auge-Gottes-Symbol wohl von Andreas Gruber (um 1770). Beichtstühle, Kirchenbänke und der Windfang entstanden um 1770.
Die Orgel in einem reich gegliederten dreiteiligen Gehäuse von Johann Hencke um 1770 hatte zwischenzeitlich ein Orgelwerk von Franz Capek (1904), erweitert von Ferdinand Mölzer (1940). Die heutige Orgel wurde von Orgelbau Pflüger/Feldkirch im Jahr 2011 in das alte Gehäuse eingebaut.